# Slalomvärldsmästerskapen i kanotsport 1969
Slalomvärldsmästerskapen i kanotsport 1969 anordnades i Bourg St.-Maurice, Frankrike. 

## Medaljsummering

### Medaljtabell
| Pl.    | Nation          | Guld | Silver | Brons | Totalt |
| ------ | --------------- | ---- | ------ | ----- | ------ |
| 1      | Västtyskland    | 4    | 2      | 2     | 8      |
| 2      | Tjeckoslovakien | 3    | 4      | 4     | 11     |
| 3      | Frankrike       | 3    | 2      | 2     | 7      |
| 4      | Schweiz         | 0    | 1      | 0     | 1      |
| 4      | Storbritannien  | 0    | 1      | 0     | 1      |
| 6      | USA             | 0    | 0      | 1     | 1      |
| Totalt | Totalt          | 10   | 10     | 9     | 29     |

### Herrar
| Gren    | Guld | Poäng  | Silver | Poäng  | Brons | Poäng  |
| C-1     | Wolfgang Peters (FRG) | 364,32 | Reinhold Kauder (FRG)                                                                                      | 386,90 | Zbyněk Puleč (TCH) | 390,61 |
| C-1 lag | Västtyskland Wolfgang Peters Harald Cuypers Reinhold Kauder                                                                | 609,71 | Tjeckoslovakien František Kadaňka Zbyněk Puleč Petr Sodomka                                                | 722,32 | Frankrike Claude Baux Michel Trenchant François Bonnet                                                                    | 793,31 |
| C-2     | Frankrike Jean-Claude Olry Jean-Louis Olry                                                                                 | 363,53 | Tjeckoslovakien Zdeněk Měšťan Ladislav Měšťan                                                              | 380,73 | Tjeckoslovakien Zdeněk Valenta Miroslav Stach                                                                             | 383,72 |
| C-2 lag | Västtyskland Hermann Roock & Norbert Schmidt Manfred Heß & Wolfgang Wenzel Karl-Heinz Scheffer & Heinz-Jürgen Steinschulte | 604,38 | Tjeckoslovakien Zdeněk Valenta & Miroslav Stach Jiří Dejl & Zdeněk Sklenář Zdeněk Měšťan & Ladislav Měšťan | 711,53 | Frankrike Jean-Claude Olry & Jean-Louis Olry Alain Duvivier & Dominique Duvivier Louis Devilleneuve & Pierre Devilleneuve | 755,69 |
| K-1     | Claude Peschier (FRA) | 272,92 | Werner Zimmermann, Jr. (SUI)                                                                               | 284,17 | Werner Rosener (FRG) | 285,14 |
| K-1 lag | Frankrike Patrick Maccari Claude Peschier Alain Colombe                                                                    | 341,02 | Storbritannien Kenneth Langford Raymond Calverley John MacLeod                                             | 420,82 | Västtyskland Ulrich Peters Jürgen Gerlach Werner Rosener                                                                  | 466,26 |

### Mixed
| Gren    | Guld | Poäng  | Silver | Poäng   | Brons                                                                                         | Poäng   |
| C-2     | Tjeckoslovakien Jitka Traplová Milan Svoboda                                                             | 342,56 | Frankrike Jarka Lutz Claude Lutz                                                                              | 360,57  | Tjeckoslovakien Hana Křížková Jiří Koudela                                                    | 360,70  |
| C-2 lag | Tjeckoslovakien Hana Křížková & Jiří Koudela Jitka Traplová & Milan Svoboda Alena Prouzová & Petr Horyna | 563,21 | Frankrike Jarka Lutz & Claude Lutz Françoise Labarelle & Ernest Labarelle Marie-France Curtil & Daniel Curtil | 1133,12 | USA Nancy Southworth & Tom Southworth Gay Fawcett & Mark Fawcett Louise Wright & Paul Liebman | 1345,20 |

### Damer
| Gren    | Guld                                                     | Poäng  | Silver                                                           | Poäng  | Brons                | Poäng  |
| K-1     | Ludmila Polesná (TCH)                                    | 314,18 | Ulrike Deppe (FRG)                                               | 365,20 | Jana Zvěřinová (TCH) | 369,45 |
| K-1 lag | Västtyskland Bärbel Körner Ulrike Deppe Brigitte Schwack | 691,44 | Tjeckoslovakien Bohumila Kapplová Jana Zvěřinová Ludmila Polesná | 875,86 | -                    |        |